# Didymodon vinealis
Didymodon vinealis (Weinberg-Doppelzahnmoos) ist eine Laubmoos-Art aus der Familie Pottiaceae. Ein häufiges Synonym ist Barbula vinealis Brid.

## Merkmale
Das Moos bildet niederwüchsige, lockere bis dichte, gelblichgrüne bis bräunlichgrüne Rasen. Die wenig verzweigten Stämmchen sind bis etwa 4 Zentimeter hoch. Die lanzettlichen Blätter sind allmählich in eine lange, scharfe Spitze verschmälert. Im feuchten Zustand sind sie aufrecht abstehend bis abstehend, trocken verbogen bis gekräuselt. Die Blattränder sind bis 2/3 oder 4/5 der Blattlänge zurückgebogen. Die Rippe endet in oder unterhalb der Blattspitze.
Die Laminazellen sind am Blattgrund quadratisch bis (meist) rechteckig, durchsichtig und glatt, im oberen Teil des Blattes rundlich-quadratisch bis hexagonal, mäßig dickwandig, dicht papillös und mehr oder weniger undurchsichtig. Die Blattrippe weist auf der Oberseite (ventral) kurze, etwa quadratische Zellen auf. Der Rippenquerschnitt zeigt ein mehrschichtiges dorsales Stereidenband, ventrale Stereiden fehlen.
Die diözische Art fruchtet selten. Die Seta ist rötlich, die Kapsel ist ellipsoidisch bis zylindrisch und besitzt lange, spiralig gewundene Peristomzähne. Der Kapseldeckel ist geschnäbelt, die Sporen sind glatt und 8 bis 12 µm groß.

## Standortansprüche
Didymodon vinealis ist wärmeliebend und wächst auf basischem, meist kalkhaltigem Substrat an lichtreichen bis halbschattigen Stellen auf Löß, an trocken-warmen Erdrainen, an felsigen Stellen in Trockenrasen, weiters an Weinbergmauern und Natursteinmauern.
Eine als „Didymodon vinealis var. flaccidus“ (Bruch & Schimp.) R. H. Zander beschriebene Varietät mit längeren, schopfig gehäuften oberen Blättern bevorzugt frische bis feuchte Wuchsorte. Eine klare Abtrennung scheint wegen auftretender Übergangsformen nicht möglich.

## Verbreitung
Die Art ist in Europa vor allem im südlichen und mittleren Teil verbreitet und fehlt im hohen Norden. Weitere Vorkommen gibt es in Teilen Asiens, Nordafrika, Nord- und Mittelamerika und Ozeanien.